# Three Days of the Condor
Three Days of the Condor (br: Três Dias do Condor; pt: Os Três Dias do Condor  é um filme americano de 1975 dirigido por Sydney Pollack.

## Sinopse
Um empregado (Robert Redford) em um escritório de fachada da CIA é o único sobrevivente a um massacre realizado em seu local de trabalho.

## Elenco
- Robert Redford como Joseph Turner
- Faye Dunaway como Kathy Hale
- Cliff Robertson como J. Higgins
- Max von Sydow como G. Joubert
- John Houseman como Wabash
- Addison Powell como Leonard Atwood
- Walter McGinn como Sam Barber
- Tina Chen como Janice Chon
- Hank Garrett como  The Postman
- Michael Kane como S.W. Wicks
- Don McHenry como Dr. Ferdinand Lappe
- Michael B. Miller como Fowler
- Jess Osuna como El Alcalde
- Dino Narizzano como Harold
- Helen Stenborg como Mrs. Edwina Russell
- Patrick Gorman como Martin